# Pathai István
Pathai István (Pápa, 1555. augusztus 5. – Belényes [?], 1632 második fele) a Dunántúli Református Egyházkerület püspöke 1612-től 1628-ig.

## Életútja
Tanulmányait Pápán és Tolnán elvégezvén, már 1572-ben lelkésszé avattatott. Ebbeli működését Rohoncon kezdte, 1585-től pedig Pápán folytatta. 1612-ben Rohoncra ment a Batthyány Ferenc udvari papjának, de Szalonakra is beszolgált. Még ugyanez évi június 19-én püspökké választotta a dunántúli egyházkerület. 1613 őszétől Veszprémben lelkészkedett s nemsokára tevékeny részt vett a felsődunavidéki reformátusok és evangélikusok megegyezése iránti mozgalomban. Engedékeny magatartása rossz vért szült hitfelei egy részében, viszont a merev lutherizmus híveitől is sok sérelmet kellett elszenvednie. 1623 nyarán Pápán húzódott meg, míg 1624 elején Kiskomáromban, 1626 júniusában ismét Pápán foglalta el az egyik lelkészi állást. Majd 1628 novemberében a Bethlen Gábor kívánságára az 1626-ban másodszor megjelent műve miatt rá váró üldözés elől eltávozott a dunántúli egyházkerületből, melytől forma szerint el se búcsúzott. Belényesen lett lelkész, s a bihari egyházmegye a legelső üresedés alkalmával, 1631-ben esperessé választotta.
Veszprémi és kiskomáromi hivataloskodása alatt anyakönyveket vezetett. Írói munkásságának a következő termékei vannak: 
- Az sakramentomokról in genere és kiváltképen az úrvacsorájáról való könyvecske. (Hely n. 1592.) (Címlapkiadás 1593., II. kiad. Gyulafehérvár, 1643)
- Amaz hétfejű és tízszarvú… parázna Babilonnak mezítelenségének tüköre. (Név n.) (Németújvár, 1619. és Pápa, 1626.) (III. kiad. Sárospatak, 1671)
- Pathai István református szertartási könyvecskéje, 1617 / Úrvacsorai rend Milotai Nyilas István Ágendájából / Melius Juhász Péter szertartási intelmei, 1563; sajtó alá rend., bev., jegyz. Fekete Csaba; Tiszántúli Református Egyházkerület Gyűjteményei, Debrecen, 2020 (A Debreceni Református Hittudományi Egyetem Liturgiai Kutatóintézetének kiadványai; A Tiszántúli Református Egyházkerületi Gyűjtemények kiadványai)

Magyarra fordította Vives J. L. „Keresztyén férjnek… kötelességéről” írt könyvét, de hogy ki is nyomatta-e, nincs tudva. Fennmaradt leveleit (majdnem kivétel nélkül Kanizsai Pálfi Jánoshoz) Fabó András (Codex…) és Thury Etele (M. Prot. Et. Adattár, 1904–1905.) tette közzé.